# Ordnance QF-6-Pfünder Hotchkiss
| QF 6-Pfünder Hotchkiss                     |                                             |
| Frühes Modell der Elswick Ordnance Company |                                             |
| Kaliber:                                   | 57 mm (2,224 inch)                          |
| Lauflänge:                                 | 2,28 m (Kaliberlänge 40)                    |
| Gewicht:                                   | 385 kg (ohne Munition)                      |
| Munitionsvorrat:                           | 500 AP + HE pro Geschütz (Monitore)         |
| Gewicht der Granate:                       | 4,4 kg                                      |
| Geschossgewicht:                           | 2,72 kg (HE) 2,72 kg (AP)                   |
| Mündungsgeschwindigkeit:                   | 538 m/s                                     |
| Höhenrichtbereich:                         | Minimum −15° Maximum +90° (je nach Lafette) |
| Reichweite:                                | Seeziel: 7.955 m Luftziel: 3.050 m          |
| Drehgeschwindigkeit:                       | nur manuell                                 |
| Erhöhungsgeschwindigkeit:                  | nur manuell                                 |
| Feuergeschwindigkeit:                      | 20 – 25 Schuss/min                          |
| Antrieb                                    | manuell                                     |

Das QF-6-Pfünder Hotchkiss war ein von Hotchkiss et Cie entwickeltes leichtes Geschütz im Kaliber 57 mm. Es wurde 1884 zur Bekämpfung von Torpedobooten eingeführt und ab den späten 1880er Jahren von vielen Ländern als Schiffsgeschütz und zur Küstenverteidigung eingesetzt. Im Ersten Weltkrieg diente es zur Bewaffnung der ersten britischen Panzer und wurde auf Kreuzern der Arethusa- und C-Klasse, U-Booten und den Monitoren M15 bis M33 montiert.

## Benutzerländer
- Dänemark
- Frankreich
- Island
- Japan
- Russland
- Vereinigtes Königreich
- Vereinigte Staaten

## Vereinigtes Königreich
Die britischen Streitkräfte führten das Geschütz mit einer Kaliberlänge von 40 (2,28 m) unter der Bezeichnung Ordnance QF Hotchkiss 6 pounder gun Mk I und Mk II oder auch QF 6 pounder 8 cwt ein. Die Herstellung erfolgte in Lizenz bei der Elswick Ordnance Company.

### Einsatz als Schiffsgeschütz
Der ursprüngliche Einsatzzweck war die Bekämpfung der neuen dampfgetriebenen Torpedoboote, die ab den späten 1870er Jahren in Dienst gestellt wurden. Das 1885 eingeführte Modell Mk I besaß kein System zur Rückstoßdämpfung. Mit dem Modell Mk II von 1890 wurde ein solches System, bestehend aus einem Paar von Dämpfungs- und Vorholzylindern, eingeführt.
Während des Ersten Weltkriegs entwickelte die Marine mehrere Modifikationen und eine Version mit einem einteiligen Rohr, das einfacher in der Herstellung war und als 6 pdr Single Tube bezeichnet wurde. Ursprünglich durfte für diese Geschütze nur eine spezielle Patrone mit verringerter Treibladung verwendet werden, aber 1917 wurden sie als Mk I+++ mit Rohren des Typs A ausgestattet und konnten die Standardmunition verwenden.
Nach dem Krieg wurde das Geschütz als für den Kampfeinsatz entbehrlich eingeschätzt, blieb aber als Salutkanone und zu Ausbildungszwecken im Einsatz. Viele dieser Waffen wurden im Zweiten Weltkrieg wieder aktiviert, um damit kleine Schiffe für den Küstenkampf und die U-Boot-Bekämpfung auszurüsten. Andere sahen ihren Einsatz bei der Küstenverteidigung. Die so bewaffneten Schiffe umfassten auch die ersten Modelle der berühmten Fairmile D Motorkanonenboote, von denen einige nicht vor Ende 1944 auf die modernere 6 pdr MkIIA-Selbstladekanone umgerüstet wurden.

### Einsatz als Panzerkanone

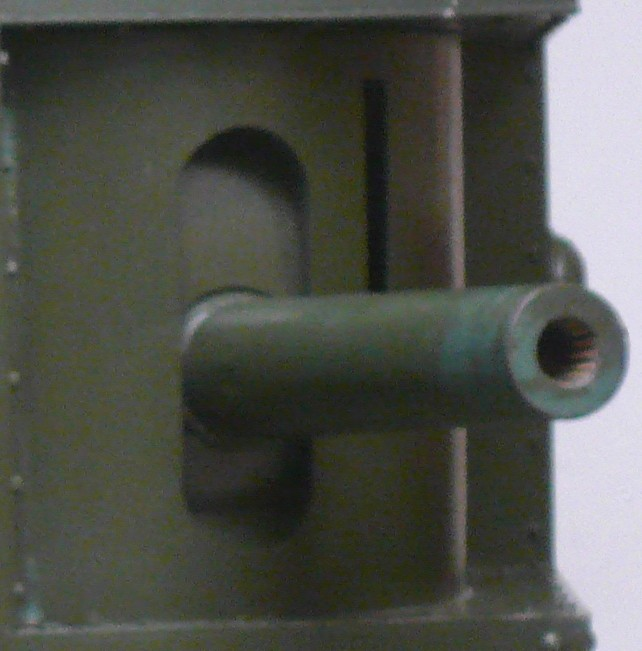
Ein klassischer Geschützerker, wie er bei Einheitslinienschiffen und den ersten Panzern eingesetzt wurde

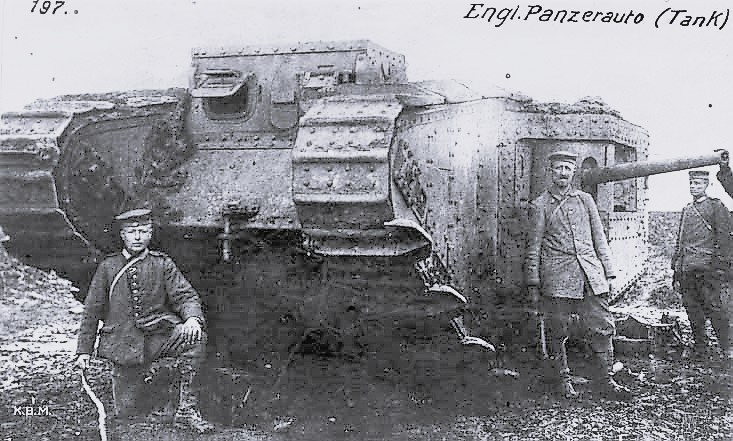
Deutsche Soldaten mit erbeutetem Mk II, die unhandliche Länge der Kanone ist deutlich sichtbar

Das Geschütz diente als Bewaffnung der ersten britischen Panzer, Mk I – Mk III Typ Male (männlich). 1916 standen die Briten vor dem Problem, schnell eine neue Waffenklasse einzuführen, die noch nicht auf dem Schlachtfeld erprobt war. Das vorhandene Hotchkiss 6-Pfünder Marinegeschütz schien die Anforderungen am besten zu erfüllen. Daraufhin wurde jeder der beiden seitlichen Geschützerker der Male Typen mit je einer Kanone ausgestattet, die nach vorn und zur Seite feuern konnte. (Panzer des Typs Female (weiblich) waren nur mit Maschinengewehren bewaffnet). Es stellte sich aber schnell heraus, dass das Geschütz für den praktischen Einsatz in den Seitenerkern zu lang war, da es an Hindernissen hängenbleiben oder gar in Kontakt mit dem Boden kommen konnte, wenn der Panzer sich über unebenes Gelände bewegte. Die Briten beschlossen deshalb, lieber das Geschützrohr zu verkürzen als die Einbaustelle zu verlegen. Ab 1917 wurde das Geschütz bei den Mk IV Panzern durch die kürzere Ordnance QF-6-Pfünder-6-cwt Kanone ersetzt.

### Einsatz zur Flugabwehr
Zu Beginn des Ersten Weltkriegs besaß Großbritannien keinerlei speziell zur Luftabwehr geeigneten Geschütze. Deshalb wurden 1916 zur Nahbereichsverteidigung bis zu 72 6-Pfünder auf Podestlafetten, die einen entsprechenden Höhenrichtbereich aufwiesen, montiert und an Schlüsselstellungen aufgestellt. Am Ende des Krieges existiert kein Beleg dafür, dass sie noch in dieser Rolle eingesetzt wurden, wahrscheinlich weil die deutschen Bombenangriffe in Höhen durchgeführt wurden, die außerhalb der Reichweite dieser Geschütze lag.

## Island
Das 57 mm Hotchkiss Marinegeschütz wurde von der Isländischen Küstenwache eingesetzt und stellte die Hauptbewaffnung der meisten Patrouillenfahrzeuge ab den 1920er Jahren dar. Ab 1990 wurde es komplett durch 40-mm-Bofors-Geschütze ersetzt. Während der Kabeljaukriege wurden diese Geschütze benutzt, um eine Anzahl ausländischer Trawler außer Gefecht zu setzen, obwohl der Netzschneider bevorzugt wurde und eingesetzt wurde, wann immer es möglich war. Das Geschütz wurde auch bei einigen Gelegenheiten zur Selbstverteidigung gegen verschiedene Angreifer benutzt.

## Japan
Auf den meisten zwischen 1890 und 1920 erbauten japanischen Zerstörern stellte das 57 mm Hotchkiss Marinegeschütz die standardmäßige Sekundär- oder Tertiärbewaffnung dar. Es wurde bis in den Pazifikkrieg hinein eingesetzt.

## Russland
Die Russische Marine erprobte ab 1904 verschiedene von Frankreich gekaufte Versionen des 57 mm Hotchkiss Marinegeschützes mit Kaliberlängen von 40, 50 und 58 als Ersatz für die vorhandenen fünfläufigen 37-mm- und 47-mm-Hotchkiss-Revolverkanonen. Nach Abschluss der Versuche wurden diese Waffen an die Armee überstellt.

## Vereinigte Staaten
Die Marine der Vereinigten Staaten führte ab 1880 verschiedene Versionen des 57 mm Hotchkiss Marinegeschützes als Sekundärbewaffnung größerer Schiffe zur Abwehr von Torpedobootangriffen ein. Die ersten Geschütze dieser Art wurden bei Hotchkiss et Cie in Frankreich gekauft. Spätere Versionen wurden von Driggs-Schroeder und Davis (rückstoßlose Version) gefertigt und die US-Navy übernahm die Kontrolle über die Entwürfe. Die Versionsbeschreibung dieser Waffen entsprach am Anfang den Bezeichnungen der Hersteller, wurde aber dann durch die Versionsbezeichnungen der US-Navy ersetzt. So entsprach die Mk. 3 einer Hotchkiss Mk. 1 und die US Mk. 7 der Hotchkiss Mk. 2. Alle von den USA eingesetzten originalen Hotchkiss 6-Pfünder besaßen eine Kaliberlänge von 45 (2,565 m). Die Waffen wurden ab 1910 als überholt ausgemustert, aber viele wurden mit Beginn des Ersten Weltkriegs für die Bewaffnung kleinerer Schiffe reaktiviert.